# Raw Power
Albums de Iggy and The Stooges
Fun House
(1970) The Weirdness
(2007)
Singles
1. Search and Destroy
Sortie : 1973
2. Shake Appeal
Sortie : 1973
3. Raw Power
Sortie : 1973 ( uniquement)

Raw Power est le troisième album studio d'Iggy and The Stooges, produit par David Bowie et Iggy Pop et sorti en 1973. Deux singles en furent extraits : Search and Destroy et Shake Appeal (Raw Power sortira uniquement au Japon).
Dernier opus avant leur séparation quasi-définitive en 1974, il marque la fin d'une trilogie débutée en 1969 avec leur album homonyme, et bien que boudé par la critique au moment de sa sortie (à l'instar du précédent, Fun House), il est aujourd'hui reconnu comme une œuvre musicale majeure, initiatrice du courant punk. Cet album fut à l'origine de la première publication du journaliste et rock-critique français, Philippe Manœuvre. Il s'agit d'un article dans le courrier des lecteurs du magazine Rock & Folk où Manœuvre réagit à la mauvaise critique de l'album faite par le journaliste François Ducray en défendant l'album avec véhémence. Philippe Manœuvre deviendra le rédacteur en chef du magazine en 1993.
Il remettra le disque de platine (100 000 exemplaires vendus en France) à The Stooges après le concert donné par ces derniers à l'Olympia le 7 juillet 2010. En même temps, Iggy Pop, mandaté par le Ministère de la Culture, remettra à Philippe Manœuvre la médaille de chevalier des Arts et des Lettres.

## Historique
Relancé par David Bowie et son manager Tony Defries (directeur de l'agence artistique MainMan), Iggy and the Stooges signent un contrat avec CBS Records et s'envolent vers les studios londoniens du label pour enregistrer un nouvel album. D'abord uniquement composé d'Iggy Pop et de James Williamson, les nouveaux Stooges cherchent une section rythmique, ils auditionnent plusieurs batteurs et bassistes en Angleterre mais le courant ne passe pas. Ils décident finalement de rappeler les frères Asheton, Ron Asheton passant à la basse et Scott Asheton retournant derrière ses fûts. Tous ce beau monde entre alors en studio où ils resteront du 10 septembre au 6 octobre 1972.
Iggy insiste pour être le seul aux manettes pour produire et mixer l'album. Néanmoins le mixage de l'édition originelle fut jugé trop violent et inaudible par CBS qui refuse de publier l'album si Bowie ne le remixe pas. Bowie, en pleine tournée américaine, rejoint les Stooges à Los Angeles et remixe l'album aux studios Western Recorders. Defries se sépare des Stooges et CBS reporte la sortie de l'album jusqu'en février 1973.
La réédition de 1998 chez Colombia a été entièrement remixée par Iggy Pop. Mais la réédition est très critiqué pour le trop fort mastering conduisant à sa trop forte saturation sur tout l'album, faisant partie des albums victimes de la guerre du volume sonore. La réédition de 2010 réhabilite le mix de Bowie, le rendant définitif. 
En 2023, l'album est réédité avec les deux mixages, celui d'Iggy n'est cette fois-ci pas saturé au mastering contrairement à l'édition de 1998.
Cet album, décrit comme brut et fascinant, influencera le courant punk.

## Réception
À sa sortie, l'album se classe à la 182e place du Billboard 200Le magazine Rolling Stone l'a classé 125e meilleur album de tous les temps en notant que « le remix d'Iggy Pop en 1998 en rajoute encore et toujours plus dans la brutalité ». Cela en fait l'album le mieux classé du groupe dans ce classement.
L'album est aussi connu comme étant l'album favori de Kurt Cobain, chanteur du groupe Nirvana,

## Liste des morceaux
Tous les morceaux ont été écrits par Iggy Pop et James Williamson.
1. Search and Destroy - 3:29
2. Gimme Danger - 3:21
3. Your Pretty Face Is Going to Hell - 4:55
  - (originellement nommée Hard to Beat)
4. Penetration - 3:41
5. Raw Power - 4:16
6. I Need Somebody - 4:54
7. Shake Appeal - 3:04
8. Death Trip - 6:07

## Musiciens
- Iggy Pop : chant, célesta, piano
- James Williamson : guitares
- Ron Asheton : basse, chœur
- Scott Asheton : batterie

## Charts & certification
| Année | Pays             | Durée du classement | Meilleur classement |
| ----- | ---------------- | ------------------- | ------------------- |
| 1973  | États-Unis       | 3 semaines          | 182e                |
| 1977  | Royaume-Uni      | 2 semaines          | 44e                 |
| 1979  | Nouvelle-Zélande | 4 semaines          | 20e                 |
| 2010  | France           | 1 semaine           | 138e                |

| Pays        | Certification | Ventes    | Date       |
| ----------- | ------------- | --------- | ---------- |
| Royaume-Uni | Or            | 100 000 + | 07/12/2018 |